# Göldschen
Göldschen ist ein Ortsteil der Stadt Schmölln im Landkreis Altenburger Land in Thüringen.

## Lage
Der Weiler liegt an der Kreisstraße 519 im Altenburg-Zeitzer Lösshügelland um Schmölln und nordwestlich von Altkirchen. Durch den Ort fließt die "Kleine Blaue Flut", einer von zwei Quellbächen der Blauen Flut, die in die Pleiße mündet.

## Geschichte
Am 24. September 1140 wurde der Weiler erstmals urkundlich erwähnt. Göldschen gehörte zum wettinischen Amt Altenburg, welches ab dem 16. Jahrhundert aufgrund mehrerer Teilungen im Lauf seines Bestehens unter der Hoheit folgender Ernestinischer Herzogtümer stand: Herzogtum Sachsen (1554 bis 1572), Herzogtum Sachsen-Weimar (1572 bis 1603), Herzogtum Sachsen-Altenburg (1603 bis 1672), Herzogtum Sachsen-Gotha-Altenburg (1672 bis 1826). Bei der Neuordnung der Ernestinischen Herzogtümer im Jahr 1826 kam der Ort wiederum zum Herzogtum Sachsen-Altenburg.
Nach der Verwaltungsreform im Herzogtum gehörte Göldschen bezüglich der Verwaltung zum Ostkreis (bis 1900) bzw. zum Landratsamt Ronneburg (ab 1900). Das Dorf gehörte ab 1918 zum Freistaat Sachsen-Altenburg, der 1920 im Land Thüringen aufging. 1922 kam es zum Landkreis Altenburg.
Am 1. Juli 1950 wurden Gödissa und Jauern nach Göldschen eingemeindet. Somit hatte die Gemeinde Göldschen neben dem bereits zum Ort gehörenden Kratschütz zwei weitere Ortsteile. Bei der zweiten Kreisreform in der DDR wurden 1952 die bestehenden Länder aufgelöst und die Landkreise neu zugeschnitten. Somit kam der Ort mit dem Kreis Schmölln an den Bezirk Leipzig; jener gehörte seit 1990 als Landkreis Schmölln zu Thüringen und ging bei der thüringischen Kreisreform 1994 im Landkreis Altenburger Land auf. Am 1. Januar 1957 wurde die Gemeinde Göldschen mit ihren beiden Ortsteilen nach Röthenitz eingemeindet, welches am 25. August 1961 zu Altkirchen kam. 2023 wohnten 10 Personen im landwirtschaftlich geprägten Ort.
Am 1. Januar 2019 wurde die Gemeinde Altkirchen nach Schmölln eingemeindet, womit Göldschen ein Ortsteil von Schmölln wurde.